# Darechok

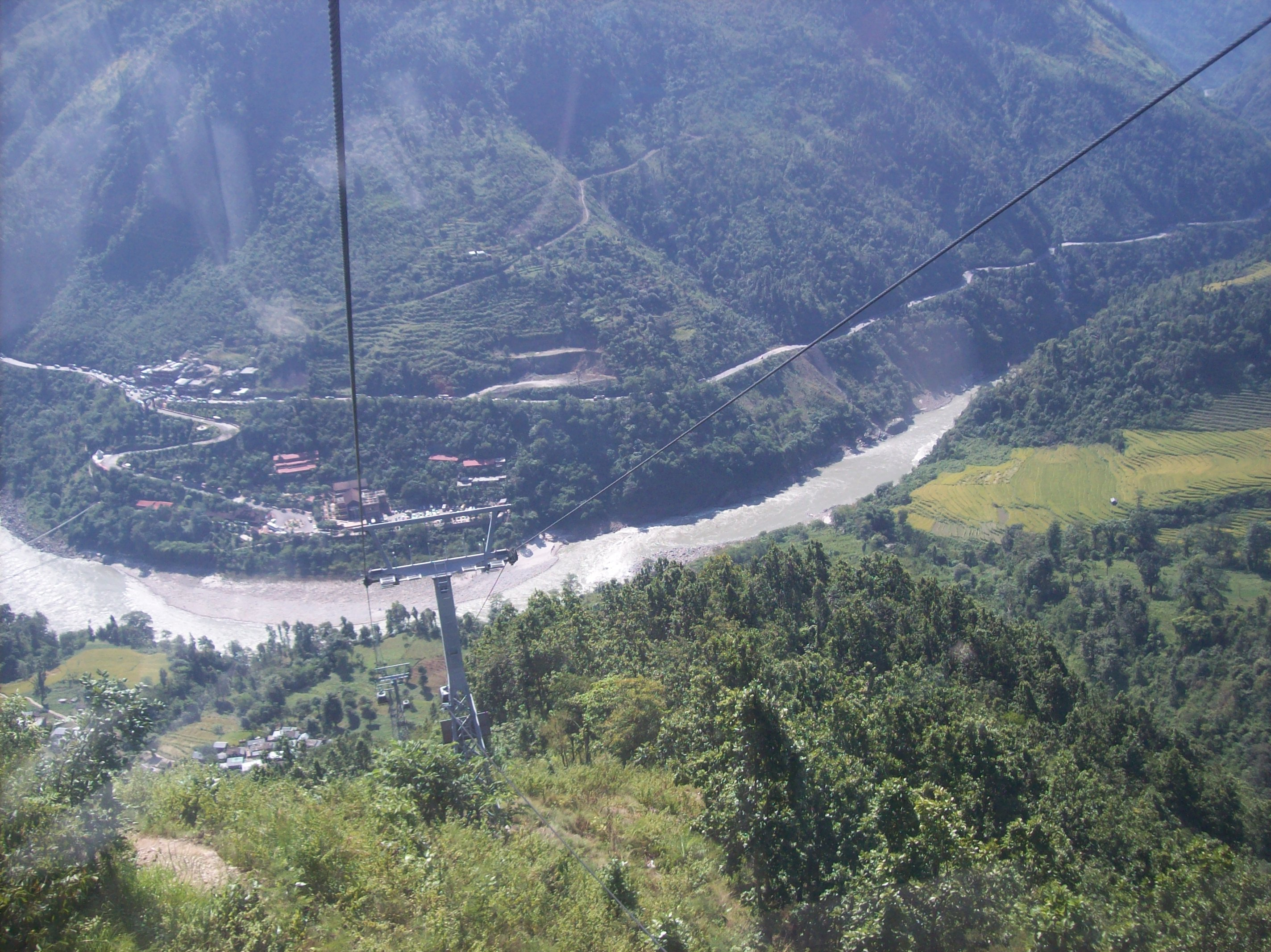
Blick von der Bergstation der Manakamana-Seilbahn auf die Talstation

Darechok (Nepali दारेचोक) ist ein Dorf und ein Village Development Committee (VDC) im Distrikt Chitwan der Verwaltungszone Narayani in Zentral-Nepal.
Darechok liegt südlich der Trishuli oberhalb der Einmündung des Marsyangdi. In dem Teilort Kurintar befindet sich die Talstation der Manakamana-Seilbahn, die auf den Berg (im Distrikt Gorkha) oberhalb des gegenüberliegenden Ufers der Trishuli führt.

## Einwohner
Das VDC Darechok hatte bei der Volkszählung 2011 9607 Einwohner (davon 4836 männlich) in 2029 Haushalten.

## Dörfer und Weiler
Darechok besteht aus mehreren Dörfern und Weilern. 
Die wichtigsten sind:
- Darechok (1010 m ⊙)
- Kurintar (310 m ⊙)
- Mugling (266 m ⊙)
- Phisling (281 m ⊙)